# منصور عيسوي
اللواء منصور عيسوي (18 سبتمبر 1937 - 16 يناير 2023) هو وزير الداخلية المصري السابق للفترة منذ 6 مارس 2011م حتى 7 ديسمبر 2011م. آخر منصب شغله اللواء عيسوي قبل تعيينه وزيرا للداخلية كان منذ نحو 15 عاما وهو منصب محافظ المنيا الواقعة في جنوب البلاد. وبحسب تقرير رويترز، فإن عيسوي «يحظى بشعبية لجهوده للحد من الفساد».

## نشأته
ولد اللواء منصور عيسوى يوم 18 سبتمبر 1937م في مدينة إسنا بمحافظة (قنا سابقا - الأقصر حاليا). حصل على تعليمه الابتدائي في مدينة إسنا، والتحق بكلية الشرطة وتخرج فيها عام 1959م. بدأ حياته الشرطية في مديرية أمن القاهرة.

## مناصبه

### وزيرا للداخلية

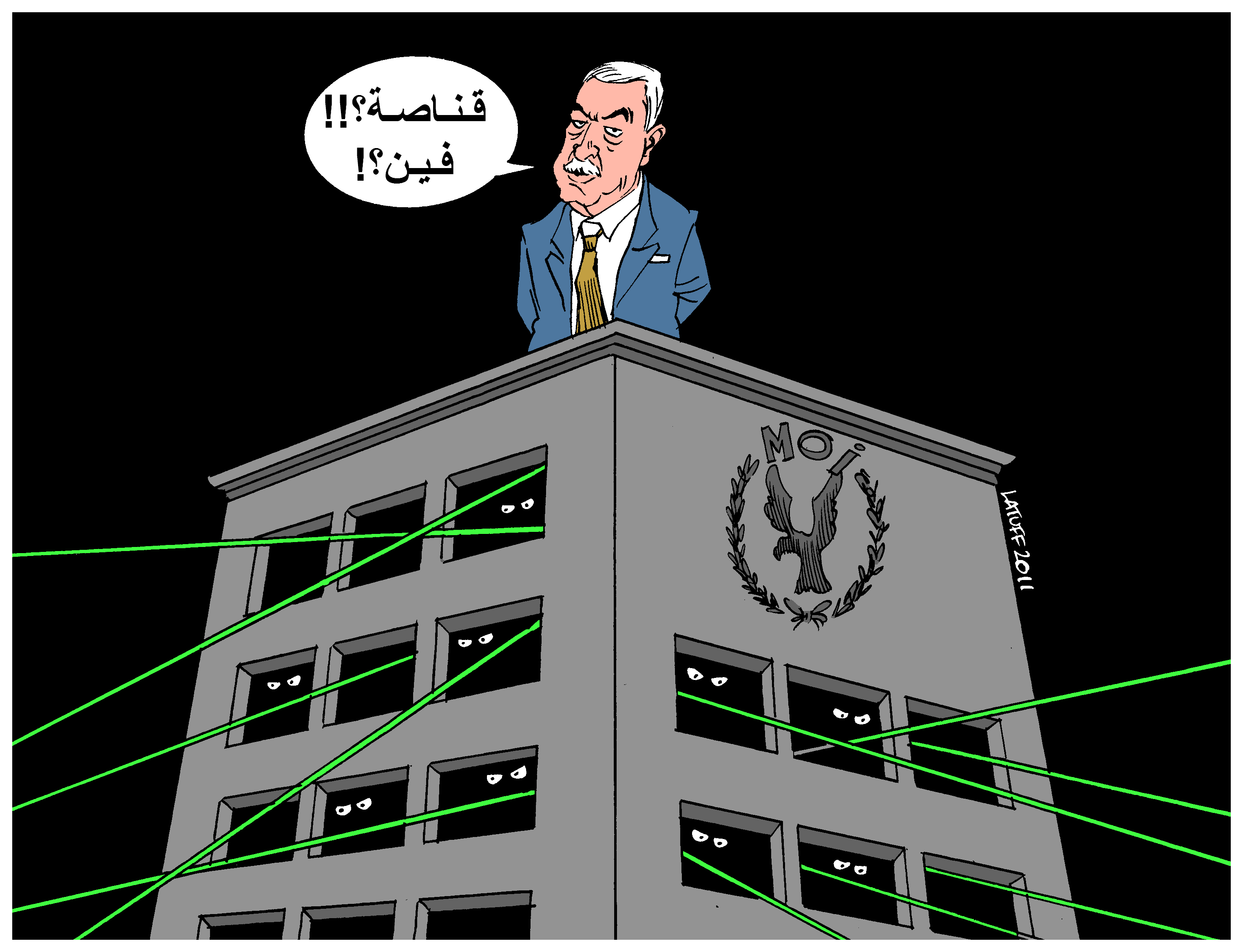
كاريكاتير لكارلوس لطوف يسخر من نفي العيسوي وجود قناصة في الداخلية.

عُيّن اللواء عيسوي وزيراً للداخلية في الساعات الأولى من يوم الأحد 6 مارس 2011 في وزارة عصام شرف بدلاً من الوزير السابق اللواء محمود وجدي. وعد عيسوي فور تولّيه مهام منصبه الجديد بالسعي بكل الجد لاستعادة واستتباب الأمن بالبلاد، والعمل على تحسين صورة جهاز الشرطة، ودفع الجهاز لحسن معاملة المواطنين، وإعادة الثقة بين الشرطة والشعب، وتقليص دور جهاز أمن الدولة. يذكر أن الحالة الأمنية في مصر كانت غير منضبطة منذ اختفاء قوات الشرطة من الشوارع في 28 يناير 2011 عقب اندلاع ثورة 25 يناير.
أصدر عيسوي وهو وزير للداخلية قراراً في 15 مارس 2011 بإلغاء مباحث أمن الدولة بكل إداراتها ومكاتبها في كل محافظات مصر وعوّضت بـ«جهاز الأمن الوطني» (وهو قسم من أقسام الداخلية) الذي سيختص بالحفاظ على الأمن الوطني ومكافحة الإرهاب دون التدخل في حياة المواطنين. وقرر عيسوي تعيين حامد عبد اللـه، مساعد أول وزير الداخلية، رئيسا لهذا الجهاز المستحدث. وجاء حلّ مباحث أمن الدولة -المتهمة بممارسة التعذيب على نطاق واسع- استجابة لأحد أهم مطالب ثورة 25 يناير.

### مناصب سابقة
بدأ حياته الشرطية في مديرية أمن القاهرة، وتدرج في المناصب، حتى وصل إلى مفتش أمن القاهرة، ثم وكيلاً لإدارة مباحث القاهرة، ثم مديراً لأمن الجيزة 1988، واستمر بها 3 سنوات. وعُيّن مساعد وزير الداخلية بشمال الصعيد 1991، ثم مساعداً لوزير الداخلية لوسط الصعيد 1992، ثم مساعداً أول للوزير ومديراً لأمن القاهرة 1993، ثم مساعداً أول لوزير الداخلية للأمن العام 1995، ثم عُيّن محافظاً للمنيا 1996 حتى 1997.
تردد أن سبب استبعاده من الحياة العامة هو تحدثه بطريقة حادة مع مسئول كبير في رئاسة الجمهورية في ذلك الوقت،[بحاجة لمصدر] وبدلاً من أن يصدر القرار الذي توقعه وتمناه الكثيرين بتعيين اللواء منصور عيسوي وزيرا للداخلية، أو على الأقل بقاؤه محافظا للمنيا التي أعطاها الكثير، صدر قرار رئيس الجمهورية حسني مبارك بإحالته إلى المعاش عام 1997.

## وفاته
توفي عيسوى يوم الاثنين 16 يناير 2023 عن عمر يناهز 85 عامًا.